# 3AM
Pour le morceau d'Eminem, voir 3 a.m..
3AM est un groupe vénézuélien de hip-hop et urban, basé à Miami, aux États-Unis. Le duo se fait connaître sur la scène musicale avec des morceaux comme Una rosa, Vuela et leur album Rain City Vol.2. Ils collaborent avec des artistes internationaux tels que Beret, Khea, Babi et Danny Ocean.

## Histoire
En août 2017, alors qu'ils n'ont que 17 ans, les frères Bermúdez quittent le Venezuela pour repartir de zéro aux États-Unis, dans une ville située à l'extérieur de Boston. Ils commencent à travailler comme serveurs, peintres, livreurs ou à faire n'importe quel autre travail pour couvrir leurs besoins. Jusqu'en 2019, date à laquelle ils décident de former un duo. Leur nom naît du temps libre qu'ils consacrent à la musique. 3 heures du matin (3 AM en anglais) devient l'heure la plus créative pour les artistes, selon leurs propres termes : « une heure très spéciale pour nous »,.
Certains de leurs singles sont intitulés Vuela, Por ti, Una rosa et Mil maneras de morir. Ils accumulent des millions d'écoutes sur YouTube,.
En 2022, ils sont nommés pour le prix du « meilleur nouveau groupe » et de la « meilleure vidéo de hip-hop » pour leur morceau Tal vez aux Pepsi Music Venezuela Awards,. En 2023, ils sont catégorisés par Spotify comme l'un des « groupes à suivre en 2023 ».